# Markus Hameter
Markus Hameter (Tulln an der Donau, 11 april 1980) is een Oostenrijks voetbalscheidsrechter. Hij was in dienst van FIFA en UEFA tussen 2012 en 2017. Ook leidt hij sinds 2009 wedstrijden in de Bundesliga.
Op 26 september 2009 leidde Hameter zijn eerste wedstrijd in de Oostenrijkse eerste divisie. De wedstrijd tussen Austria Kärnten en Red Bull Salzburg eindigde in 1–2. Hij gaf in dit duel vijf gele kaarten. Drie jaar later, op 5 juli 2012, floot de scheidsrechter zijn eerste wedstrijd in de UEFA Europa League. Pjoenik Jerevan en FK Zeta troffen elkaar in de eerste ronde (0–3). In dit duel deelde de Oostenrijkse leidsman vier gele kaarten uit. Zijn eerste wedstrijd in de UEFA Champions League volgde op 17 juli 2013, toen in de tweede ronde Győri ETO met 0–2 verloor van Maccabi Tel Aviv. Hameter gaf in dit duel zevenmaal een gele kaart aan een speler.

## Interlands
| Datum            | Plaats                      | Wedstrijd                | Uitslag | Competitie        | Kreeg geel | Kreeg voor de tweede keer geel en dus rood | Weggestuurd |
| ---------------- | --------------------------- | ------------------------ | ------- | ----------------- | ---------- | ------------------------------------------ | ----------- |
| 24 mei 2012      | Wals-Siezenheim, Oostenrijk | Georgië – Turkije        | 1 – 3   | Vriendschappelijk | 2          | 0                                          | 0           |
| 2 juni 2012      | Luxemburg, Luxemburg        | Luxemburg – Malta        | 0 – 2   | Vriendschappelijk | 4          | 1                                          | 0           |
| 5 maart 2014     | Innsbruck, Oostenrijk       | Egypte – Bosnië en Herz. | 2 – 0   | Vriendschappelijk | 1          | 0                                          | 0           |
| 18 mei 2014      | Kapfenberg, Oostenrijk      | Iran – Wit-Rusland       | 0 – 0   | Vriendschappelijk | 1          | 0                                          | 0           |
| 18 november 2014 | Žilina, Slowakije           | Slowakije – Finland      | 2 – 1   | Vriendschappelijk | 1          | 0                                          | 0           |
| 9 juni 2015      | Linz, Oostenrijk            | Georgië – Oekraïne       | 1 – 2   | Vriendschappelijk | 1          | 0                                          | 0           |
| 29 mei 2016      | Bad Erlach, Oostenrijk      | Azerbeidzjan – Macedonië | 1 – 3   | Vriendschappelijk | 4          | 0                                          | 0           |